# Velo (Grecia)
Velo (in greco Βέλο?) è un ex comune della Grecia nella periferia del Peloponneso di 8.211 abitanti secondo i dati del censimento 2001.
È stato soppresso a seguito della riforma amministrativa detta Programma Callicrate in vigore dal gennaio 2011 ed è ora compreso nel comune di Velo-Vocha.

## Località
Velo è diviso nelle seguenti comunità (i nomi dei villaggi tra parentesi):
- Velo (Velo, Sataiika)
- Ellinochori
- Kokkoni
- Krines
- Nerantza
- Poulitsa
- Stimagka
- Tarsina